# 극장판 포켓몬스터: 루기아의 탄생
〈극장판 포켓몬스터 루기아의 탄생〉(劇場版ポケットモンスター 幻のポケモン ルギア爆誕)는 1999년 7월 17일에 개봉된 TV 애니메이션〈포켓몬스터〉의 극장판 제2기이다.

## 줄거리
2세대 전설 루기아가 1세대 전설 파이어, 썬더 (포켓몬), 프리져와 싸운다.

## 출연

### 주연
- 마츠모토 리카
- 오오타니 이쿠에

### 조연
- 이시즈카 운쇼
- 이이즈카 마유미
- 코오로기 사토미
- 세키 토모카즈
- 하야시바라 메구미
- 미키 신이치로
- 이누야마 이누코
- 야마데라 코이치
- 오오츠카 치카오
- 히라마츠 아키코
- 히사카와 아야
- 미츠이시 코토노
- 한 케이코
- 토요시마 마사미
- 아이카와 리카코
- 코니시 카츠유키
- 카나이 미카
- 우에다 유지
- 사카구치 코이치
- 시노하라 에미
- 니시무라 치나미
- 카와시마 토쿠요시
- 카가 타케시
- 하마다 마사토시

## 기타
- 제작총지휘: 카와구치 타카시
- 제작총지휘: 쿠보 마사카즈
- 제작책임: 이시하라 츠네카즈
- 협력프로듀서: 이시카와 히로시
- 협력프로듀서: 키이 타카아키
- 협력프로듀서: 사와베 노부마사
- 협력프로듀서: 츠루 히로아키
- 협력프로듀서: 야마우치 카츠히토
- 협력프로듀서: 요시다 노리유키
- 연출부: 히다카 마사미츠
- 미술: 카네무라 카츠요시
- 영어 더빙 협력프로듀서: 캐스린 A. 보랜드
- 영어 더빙 각색: 노먼 J. 그로스펠드
- 영어 더빙 연출: 마이클 헤이그니
- 영어 더빙 각색: 마이클 헤이그니
- 영어 더빙 음악: 존 로플러
- 영어 더빙 음악: 위어드 알 얀코빅
- 스토리보드: 유야마 쿠니히코

## 같이 보기
- 포켓몬스터의 영화 목록
- 비디오 게임을 원작으로 한 영화 목록